# Açude Aires de Sousa
Açude Aires de Sousa är en reservoar i Brasilien.   Den ligger i delstaten Ceará, i den östra delen av landet, 1 600 kilometer nordost om huvudstaden Brasília. Açude Aires de Sousa ligger 97 meter över havet. Arean är 11,0 kvadratkilometer. Den sträcker sig 11,0 kilometer i nord-sydlig riktning, och 7,8 kilometer i öst-västlig riktning.
Omgivningarna runt Açude Aires de Sousa är huvudsakligen savann. Runt Açude Aires de Sousa är det ganska glesbefolkat, med 27 invånare per kvadratkilometer.